# بوبي كلاين
بوبي كلاين (بالإنجليزية: Bobby Kline)‏ هو لاعب كرة قاعدة أمريكي، ولد في 27 يناير 1929 في سانت بيترسبرغ في الولايات المتحدة.

## وصلات خارجية
- بوبي كلاين على موقعبيزبول رفرنس.كوم (الدوري الرئيسي) (الإنجليزية)
- بوبي كلاين على موقعبيزبول رفرنس.كوم (الدوري الثانوي) (الإنجليزية)